# Mandril
Mandrillen (Mandrillus sphinx) er et dyr i skovbavianslægten i marekattefamilien. Det er nært beslægtet med drillen. Det bliver 63-81 cm lang med en kort hale på 7-9 cm og når en vægt på 11-37 kg. Hannen er tre gange større end hunnen og er den største bavianart. Hanmandrillen kan kendes på den røde snude med de blå kinder, hunnens farver er ikke nær så stærke. Mandrillen har en begrænset udbredelse i den vestlige del af det centrale Afrika.